# Baba, Bulgarien
Baba (bulgariska: Баба) är ett berg i Bulgarien. Det ligger i regionen Sofijska oblast, i den centrala delen av landet, 50 kilometer öster om huvudstaden Sofia. Toppen på Baba är 1 672 meter över havet, eller 39 meter över den omgivande terrängen. Bredden vid basen är 0,68 km.
Terrängen runt Baba är huvudsakligen kuperad, men åt sydost är den bergig. Närmaste större samhälle är Etropole, 8,0 kilometer norr om Baba.
I omgivningarna runt Baba växer i huvudsak lövfällande lövskog. Runt Baba är det ganska glesbefolkat, med 48 invånare per kvadratkilometer.